# Episodi di Acqua in bocca (prima stagione)
Elenco degli episodi della prima serie di Acqua in bocca, serie televisiva a cartoni animati realizzata dallo studio italiano Maga Animation Studio prodotto da Rai fiction e Maga Animation Studio, basato su un'idea di Guido Manuli e Elena Mora. 
| nº | Titolo                    | Prima TV         |
| -- | ------------------------- | ---------------- |
| 1  | Un amico per Pippo        | 24 dicembre 2007 |
| 2  | Mp3 marino                |                  |
| 3  | Killer                    |                  |
| 4  | Puzzette                  |                  |
| 5  | Pippo, e la pappa?        |                  |
| 6  | Per amore di Achille      |                  |
| 7  | La pizza... e Margherita? |                  |
| 8  | Scendiamo in sciopero!    |                  |
| 9  | Allarme gita              |                  |
| 10 | Che caldo che fa!         |                  |
| 11 | Tra moglie e marito...    |                  |
| 12 | Rapimento e riscatto      |                  |
| 13 | Universo Carugati         |                  |
| 14 | Tutti al mare!            |                  |
| 15 | La sabbia per Rambo       |                  |
| 16 | Orrore un brufolo!        |                  |
| 17 | Il tema di Sara           |                  |
| 18 | Rambo innamorato          |                  |
| 19 | Occhio nero               |                  |
| 20 | Extraterrestri?           |                  |
| 21 | Essere o non essere       |                  |
| 22 | L'uomo preistorico        |                  |
| 23 | Tutti a dieta             |                  |
| 24 | Guai in vista!            |                  |
| 25 | Arrivano le nonne!!!      |                  |
| 26 | Buon compleanno!          |                  |

## Un amico per Pippo
Nell'acquario di casa Carugati arriva Palla, un nuovo pesce, e Pippo lo accoglie con affetto.

## Mp3 marino
Pippo cerca di convincere Palla ad ascoltare musica.

## Killer
Palla, a causa di una coincidenza, viene scambiato per un misterioso pesce killer; la famiglia e Pippo sono preoccupati per il da farsi.

## Puzzette
Palla insegna a Pippo a fare le puzzette.

## Pippo, e la pappa?
A causa di un passaparola tra i componenti della famiglia, Pippo e Palla rimangono senza cibo.

## Per amore di Achille
Sarah litiga con il suo fidanzato Achille, mentre Chris esulta perché non deve più prestargli i suoi CD. La crisi però non dura a lungo.

## La pizza... e Margherita?
Chris rischia di non uscire con la sua fidanzata a causa di un brutto voto in matematica, così decide di inventarsi mille scuse.

## Scendiamo in sciopero!
Chris e Sarah per farsi aumentare la paghetta decidono di entrare in sciopero.

## Allarme gita
Chris e Sarah partono per una gita.

## Che caldo che fa!
Salta il contatore della luce perché hanno troppi apparecchi elettrici accesi.

## Tra moglie e marito...
A causa di due calzini finiti in una minestra Ma e Pa litigano.

## Rapimento e riscatto
Pippo e Palla si risvegliano nel buio di un locale sconosciuto.

## Universo Carugati
Se la famiglia è come un universo, i suoi componenti sono i pianeti di un sistema solare.

## Tutti al mare!
La famiglia cerca di decidere dove andare in vacanza.

## La sabbia per Rambo
Rambo rimane senza sabbia e non sa proprio come fare per fare i suoi bisogni.

## Orrore un brufolo!
Sarah si risveglia con un brufolo.

## Il tema di Sara
Ma e Pa hanno trovato un tema in cui Sara descrive la loro famiglia come un racconto dell'orrore.

## Rambo innamorato
Rambo è innamorato e i ragazzi con Ma e Pa decidono di portarlo dalla sua gattina.

## Occhio nero
Chris si è preso un pugno dalla sua fidanzata.

## Extraterrestri?
Palla si diverte a spaventare Pippo con alcuni racconti di extraterrestri, mentre tutta la famiglia e fuori casa a vedere un film horror.

## Essere o non essere
Chris si sta esercitando per la sua recita scolastica Sarah non ne può più.

## L'uomo preistorico
Sarah e Chris realizzano una ricerca per la scuola sull'uomo preistorico.

## Tutti a dieta
La mamma mette a dieta la famiglia, Palla ne approfitta e spiega a Pippo quanti pesci enormi si trovano nell'oceano.

## Guai in vista!
Ma ha deciso di andare a parlare con i prof dei ragazzi.

## Arrivano le nonne!!!
Chris e Sarah sono preoccupati per l'arrivo delle nonne.

## Buon compleanno!
Palla sembra sparito. Pippo è disperato e si immagina che al suo caro amico siano capitate le cose più terribili.